# Championnats du monde de basket-ball en fauteuil roulant
Les Championnats mondiaux de basket-ball en fauteuil roulant sont une compétition sportive internationale organisée et régie par l'International Wheelchair Basketball Federation (IWBF) et reconnue par la Fédération internationale de basket-ball (FIBA).

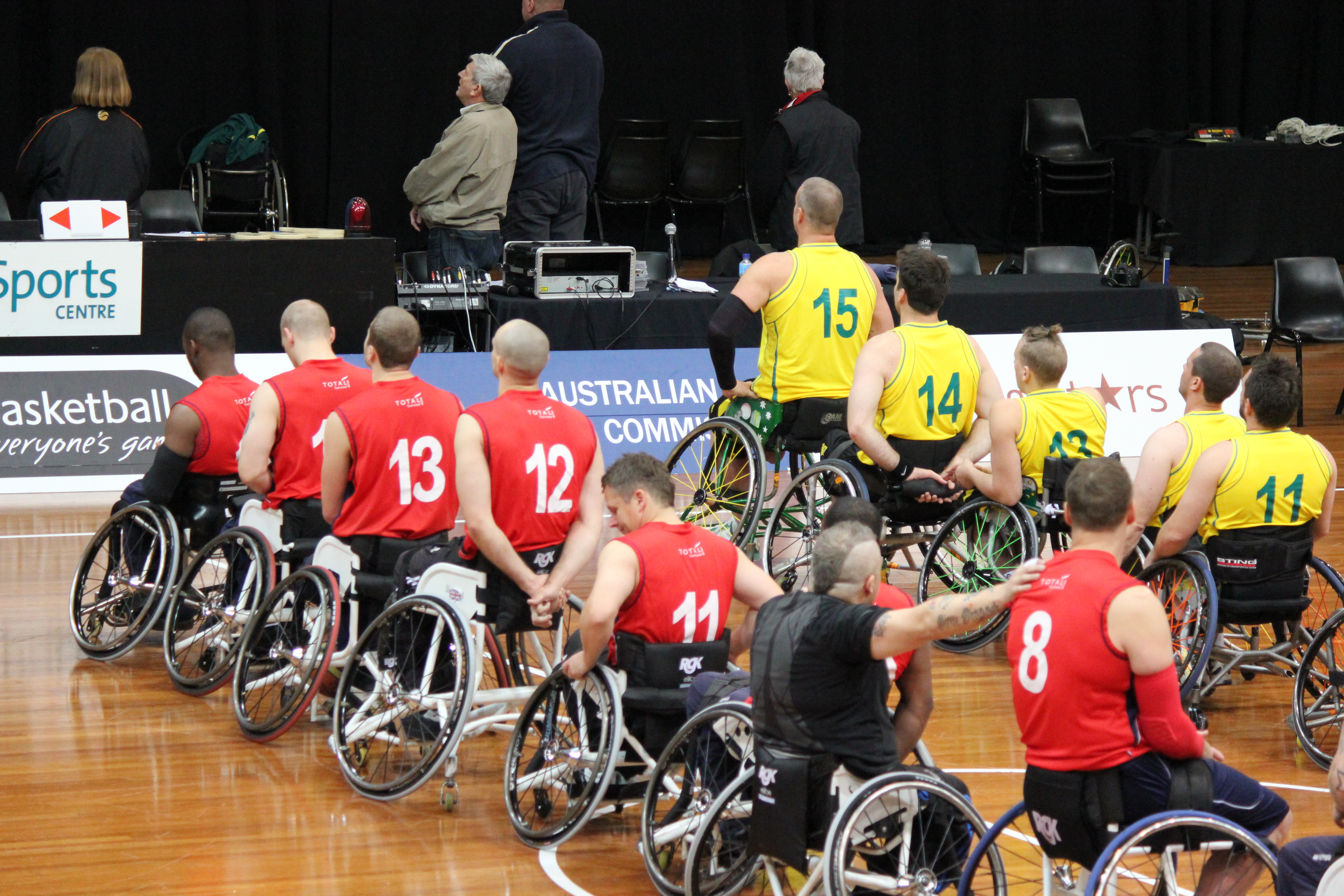
Les équipes australiennes et britanniques durant les hymnes nationaux

## Historique
Les premiers Championnats du Monde de basketball en fauteuil roulant ont lieu en 1973, à Bruges (Belgique). Ce premier championnat du monde est non officiel (seulement des équipes européennes y participent) et n'est ouvert qu'aux athlètes masculins. Il est remporté par la Grande-Bretagne, avec une équipe nationale qui comprend Philip Craven qui deviendra en 2001 le président du Comité international paralympique. 
Bruges accueille également en 1975 les premiers Championnats mondiaux officiels de basket-ball en fauteuil roulant, qui sont connus à l'époque sous le nom du tournoi de la Gold Cup. C'est Israël qui gagne ces premiers championnats officiels.
En 1979, les championnats mondiaux sont tenus à Tampa, en Floride, et remportés par les États-Unis. En 1983, la compétition se déroule à Halifax, au Canada et les États-Unis défendent avec succès leur titre. En 1986, l'IWBF décide de tenir les Championnats mondiaux de Basket-ball en fauteuil roulant tous les quatre ans.
C'est Melbourne, en Australie, qui accueille les championnats mondiaux de 1986, et les États-Unis conservent leur titre. 
En 1990, les championnats mondiaux se tiennent à Bruges où la France prend le titre masculin. En 1994, à Edmonton, au Canada, les États-Unis redeviennent champions du monde. Les américains répètent ces exploits en 1998 à Sydney en Australie et de nouveau en 2002 à Kitakyushu au Japon. Lors des championnats mondiaux de 2006, tenus à Amsterdam, le Canada met fin à cette domination américaine en remportant le titre.
Les championnats du monde, en basket-ball masculin en fauteuil roulant, ont été remportés 6 fois par les États-Unis, une fois par la Grande-Bretagne et une fois par le Canada. 
Le basket-ball féminin en fauteuil roulant est introduit aux championnats mondiaux de 1990. Au début les compétitions féminines des championnats mondiaux se déroulaient dans un pays hôte différent des championnats mondiaux masculins. À partir des championnats mondiaux de 1998, les athlètes masculins et féminins s'affrontent sur le même site de la même ville hôte. Dans les 6 premiers championnats mondiaux, le basket-ball féminin en fauteuil roulant couronne deux pays comme vainqueurs : le Canada remporte quatre titres mondiaux, et les États-Unis deux titres mondiaux.

## Palmarès

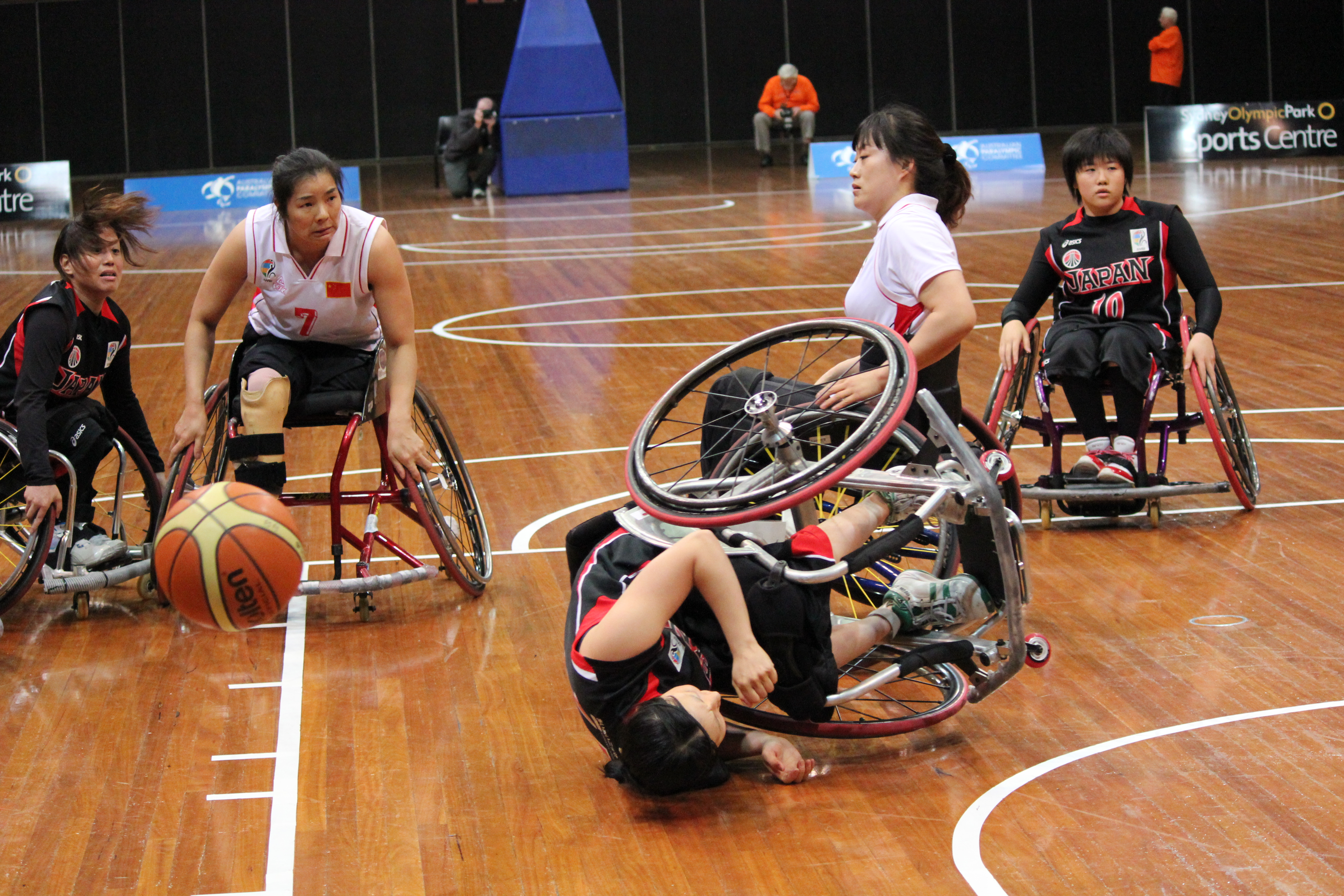
Affrontement Chine-Japon au féminin

Le graphique présente les champions du monde dans chacun des Championnats mondiaux de Basket-ball en fauteuil roulant : 
| Année | Ville hôte                         | Hommes          | Femmes     |
| ----- | ---------------------------------- | --------------- | ---------- |
| 1973* | Bruges (Belgique)                  | Grande-Bretagne | –          |
| 1975  | Bruges (Belgique)                  | Israël          | –          |
| 1979  | Tampa (États-Unis)                 | États-Unis      | –          |
| 1983  | Halifax (Canada)                   | États-Unis      | –          |
| 1986  | Melbourne (Australie)              | États-Unis      | –          |
| 1990  | Bruges (Belgique)                  | France          | –          |
| 1990  | Saint-Étienne (France)             | –               | États-Unis |
| 1994  | Edmonton (Canada)                  | États-Unis      | –          |
| 1994  | Stoke Mandeville (Grande-Bretagne) | –               | Canada     |
| 1998  | Sydney (Australie)                 | États-Unis      | Canada     |
| 2002  | Kitakyushu (Japon)                 | États-Unis      | Canada     |
| 2006  | Amsterdam (Pays-Bas)               | Canada          | Canada     |
| 2010  | Birmingham (Grande-Bretagne)       | Australie       | États-Unis |
| 2014  | Incheon (Corée du Sud)             | Australie       | –          |
| 2014  | Toronto (Canada)                   | –               | Canada     |
| 2018  | Hambourg (Allemagne)               | Grande-Bretagne | Pays-Bas   |
| 2022  | Dubaï (Émirats arabes unis)        | États-Unis      | Pays-Bas   |

* Seules les équipes européennes ont participé à cette première édition.

## Résultats masculins
| Or   | Score | Argent                       | Bronze          | Score | 4e place        |                 |       |           |
| 1973 |       | Belgique (Bruges)            | Grande-Bretagne | 50–37 | France          | Pays-Bas        | –     |           |
| 1975 |       | Belgique (Bruges)            | Israël          | 50–47 | États-Unis      | Grande-Bretagne | –     |           |
| 1979 |       | États-Unis (Tampa)           | États-Unis      | 60–49 | Pays-Bas        | France          | –     |           |
| 1983 |       | Canada (Halifax)             | États-Unis      | 86–67 | France          | Suède           | –     |           |
| 1986 |       | Australie (Melbourne)        | États-Unis      | 61–40 | Canada          | Pays-Bas        | –     |           |
| 1990 |       | Belgique (Bruges)            | France          | 62–61 | États-Unis      | Canada          | –     |           |
| 1994 |       | Canada (Edmonton)            | États-Unis      | 67–53 | Grande-Bretagne | Canada          | 72–62 | France    |
| 1998 |       | Australie (Sydney)           | États-Unis      | 61–59 | Pays-Bas        | Canada          | 63–56 | Australie |
| 2002 |       | Japon (Kitakyushu)           | États-Unis      | –     | Grande-Bretagne | Canada          | –     | Australie |
| 2006 |       | Pays-Bas (Amsterdam)         | Canada          | 59–41 | États-Unis      | Australie       | 80–53 | Pays-Bas  |
| 2010 |       | Grande-Bretagne (Birmingham) | Australie       | 79–69 | France          | États-Unis      | 71–42 | Italie    |
| 2014 |       | Corée du Sud (Incheon)       | Australie       | 63–57 | États-Unis      | Turquie         | 68–63 | Espagne   |
| 2018 |       | Allemagne (Hambourg)         | Grande-Bretagne | 79–62 | États-Unis      | Australie       | 68–57 | Iran      |
| 2022 |       | Émirats arabes unis (Dubaï)  | États-Unis      | 67–66 | Grande-Bretagne | Iran            | 72–54 | Pays-Bas  |

## Résultats féminins
| Or   | Score | Argent                             | Bronze     | Score | 4e place        |            |       |            |
| 1990 |       | France (Saint-Étienne)             | États-Unis | 58–55 | Allemagne       | Canada     | –     |            |
| 1994 |       | Grande-Bretagne (Stoke Mandeville) | Canada     | 45–34 | États-Unis      | Australie  | 38–36 | Pays-Bas   |
| 1998 |       | Australie (Sydney)                 | Canada     | 54–38 | États-Unis      | Australie  | 40–35 | Japon      |
| 2002 |       | Japon (Kitakyushu)                 | Canada     | –     | États-Unis      | Australie  | –     | Japon      |
| 2006 |       | Pays-Bas (Amsterdam)               | Canada     | 58–50 | États-Unis      | Allemagne  | 52–48 | Australie  |
| 2010 |       | Grande-Bretagne (Birmingham)       | États-Unis | 55–53 | Allemagne       | Canada     | 59–49 | Australie  |
| 2014 |       | Canada (Toronto)                   | Canada     | 54–50 | Allemagne       | Pays-Bas   | 74–58 | États-Unis |
| 2018 |       | Allemagne (Hambourg)               | Pays-Bas   | 56–40 | Grande-Bretagne | Allemagne  | 44–43 | Chine      |
| 2022 |       | Émirats arabes unis (Dubaï)        | Pays-Bas   | 57–34 | Chine           | États-Unis | 57–42 | Allemagne  |

## Titres remportés par nation

### Tableau des médailles masculin
| Nation          | Médaille d'or, monde                         | Médaille d'argent, monde         | Médaille de bronze, monde  |
| --------------- | -------------------------------------------- | -------------------------------- | -------------------------- |
| États-Unis      | 7 (1979, 1983, 1986, 1994, 1998, 2002, 2023) | 5 (1975, 1990, 2006, 2014, 2018) | 1 (2010)                   |
| Grande-Bretagne | 2 (1973, 2018)                               | 3 (1994, 2002, 2023)             | 1 (1975)                   |
| Australie       | 2 (2010, 2014)                               | 0                                | 2 (2006, 2018)             |
| France          | 1 (1990)                                     | 3 (1973, 1983, 2010)             | 1 (1979)                   |
| Canada          | 1 (2006)                                     | 1 (1986)                         | 4 (1990, 1994, 1998, 2002) |
| Israël          | 1 (1975)                                     | 0                                | 0                          |
| Pays-Bas        | 0                                            | 2 (1979, 1998)                   | 2 (1973, 1986)             |
| Suède           | 0                                            | 0                                | 1 (1983)                   |
| Turquie         | 0                                            | 0                                | 1 (2014)                   |
| Iran            | 0                                            | 0                                | 1 (2023)                   |

### Tableau des médailles féminin
| Nation          | Médaille d'or, monde             | Médaille d'argent, monde   | Médaille de bronze, monde |
| --------------- | -------------------------------- | -------------------------- | ------------------------- |
| Canada          | 5 (1994, 1998, 2002, 2006, 2014) | 0                          | 2 (1990, 2010)            |
| États-Unis      | 2 (1990, 2010)                   | 4 (1994, 1998, 2002, 2006) | 1 (2023)                  |
| Pays-Bas        | 2 (2018, 2023)                   | 0                          | 1 (2014)                  |
| Allemagne       | 0                                | 3 (1990, 2010, 2014)       | 2 (2006, 2018)            |
| Grande-Bretagne | 0                                | 1 (2018)                   | 0                         |
| Australie       | 0                                | 0                          | 3 (1994, 1998, 2002)      |
| Chine           | 0                                | 0                          | 1 (2023)                  |